# Jens-Peter Bonde
Jens-Peter Bonde, född 27 mars 1948 i Aabenraa, död 4 april 2021 på Arresødal i Halsnæs, var en dansk journalist, författare och EU-parlamentariker för Junibevægelsen mod Union.

## Biografi
Bonde studerade från 1966 statskunskap på Aarhus universitet. Han var samma år radikal folketingskandidat i Århus och förbundsordförande för Radikal Ungdom 1971–1972.
Han var 1972–1992 medlem av Folkebevægelsen mod EF. Bonde var även medlem av Danmarks kommunistiske parti 1975–1992 och satt en kort period med i detta partis centralkommitté.
Bonde var redaktör för EG-motståndarnas tidskrift NOTAT under 1970-talet och var 1974 medgrundare av tidningen Det ny Notat. 
Vid det första direktvalet till EU-parlamentet 1979 valdes Bonde in för Folkebevægelsen mod EF och blev sedan omvald varje gång fram till pensionen 2008. Från 1992 representerade han Junibevægelsen mod Union.
Bonde var gruppledare för Självständighet/Demokrati och var dessförinnan (1999–2004) ordförande för gruppen Demokratiernas och mångfaldens Europa. 
I november 2005 tog Bonde initiativ till bildandet av att nytt parti på EU-nivå – EUDemokraterna.
Bonde gav ut många debattskrifter – särskilt om EU.   
- Wikiquote har citat av eller om Jens-Peter Bonde.